# Copris siamensis
Copris siamensis är en skalbaggsart som beskrevs av Gillet 1910. Copris siamensis ingår i släktet Copris och familjen bladhorningar. Inga underarter finns listade i Catalogue of Life.